# Sérgio Luís Lacerda Brito
Sérgio Luís Lacerda Brito, ou simplesmente Sérgio Brito (Vitória da Conquista, 8 de Junho de 1961), é um administrador de empresas, empresário e político brasileiro, atualmente Deputado Federal pelo Estado da Bahia, filiado ao PSD. Exerce seu quinto mandato na Câmara dos Deputados, sendo o terceiro consecutivo.
É filho do ex-Deputado Henrique Brito Filho, que faleceu no mesmo acidente aéreo que matou o então candidato ao governo da Bahia Clériston Andrade, em 1982. Também é irmão do ex-prefeito do município de Itororó, Marco Brito que govenou o município de 2001-2009 e de 2013-2017.

## Carreira
Sérgio Brito realizou o Segundo Grau na West Shore Christian Academy High School, em Muskegon, Michigan, Estados Unidos, entre 1979 e 1981. Iniciou a graduação em Administração de Empresas na Universidade Católica de Salvador em 1981. De acordo com o perfil do deputado no portal da Câmara dos Deputados, ele não chegou a concluir este curso. Em 2008 formou-se em Direito pela Faculdade de Artes, Ciências e Tecnologias (FACET), em Salvador. 
Foi assessor da Casa Civil do Governo da Bahia em 1983. No mesmo ano foi assessor também da Presidência da Emater. Seu primeiro mandato eletivo foi como Deputado Federal Constituinte, eleito em 1986 pelo antigo PFL. Já filiado ao PDC, foi reeleito em 1990. Nas eleições de 2004 tornou-se vereador em Salvador, pelo PDT, licenciando-se entre 2005 e 2006 para assumir como Secretário Municipal de Governo de Salvador. Por esta mesma legenda retornou ao Congresso em 2006. Licenciou-se do mandato de Deputado Federal para assumir o cargo de Secretário Municipal de Planejamento, Tecnologia e Gestão da Prefeitura de Salvador, de 1º de Outubro de 2009 a 22 de Março de 2010. Foi eleito novamente como Deputado em 2010, mais uma vez por um partido diferente, o PSC. Em 2014, uma nova reeleição e um novo partido, desta vez o PSD. Além de político, Brito também é empresário, sendo Diretor-presidente da Rádio Fascinação, em Itapetinga, e do Piatã Praia Hotel, próximo à praia de Piatã, em Salvador.
Em agosto de 2017 votou a favor do processo em que se pedia abertura de investigação do então Presidente Michel Temer.

## Ligações Externas
- Perfil Oficial no portal da Câmara dos Deputados
- Sérgio Brito no site oficial do PSD
- Sérgio Brito no portal UOL Eleições 2014